# Секера, Андрей
Андре́й Се́кера (словац. Andrej Sekera; род. 8 июня 1986, Бойнице, Чехословакия) — словацкий хоккеист, защитник.

## Карьера
После одного проведенного сезона в Словацкой экстралиге за «Дуклу» из города Тренчин, Секера отправился в Северную Америку. Он отыграл два сезона в команде Хоккейной лиги Онтарио «Оуэн-Саунд Аттак». В сезоне 2005/06 он выиграл «Макс Камински Трофи», как лучший защитник лиги.
14 июля 2006 года Секера подписал трехлетний контракт с «Баффало Сейбрз». Сезон 2006/07 он провёл в фарм-клубе «Сейбрз» в АХЛ «Рочестер Американс». Он также сыграл две игры за «Баффало» в начале сезона.
28 ноября 2007 года Секера забросил свою первую шайбу в НХЛ в игре против «Сент-Луис Блюз», в ворота Мэнни Легаси.

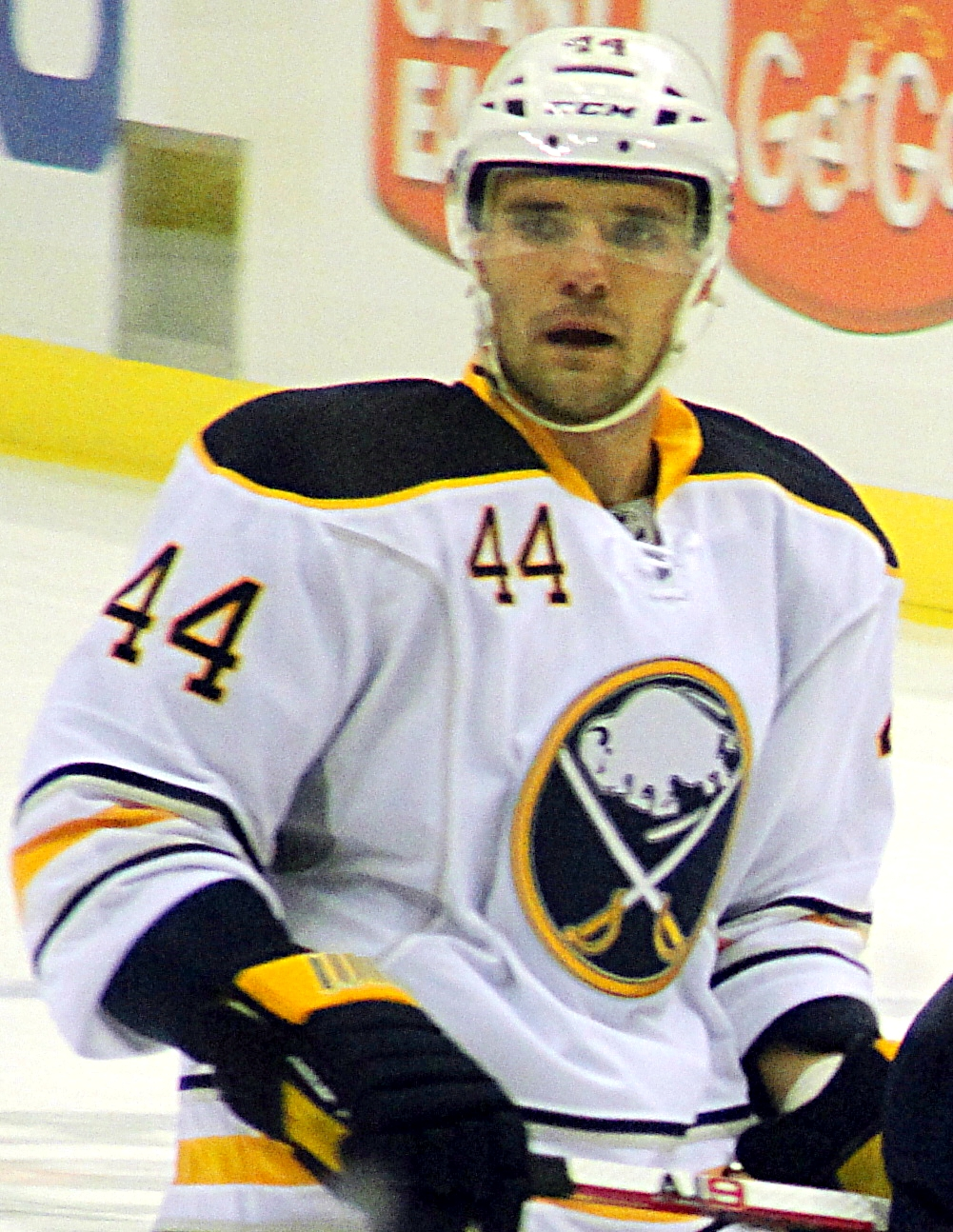
Секера в 2011 году в составе «Баффало Сейбрз»

В 2009 году Секера вошёл в состав сборной Словакии для участия в зимних Олимпийских играх 2010 года в Ванкувере. Вместе с командой он занял четвёртое место, уступив в матче за третье место сборной Финляндии.
19 июля 2011 года подписал новый четырехлетний контракт с «Баффало», в течение которого он получит 11 миллионов долларов.
В сезоне 2012/13 на период локаута Секера выступал в клубе КХЛ «Слован».
25 февраля 2015 года «Каролина» обменяла игрока в «Лос-Анджелес Кингз».
По окончании сезона подписал 6-летний контракт на $ 33 млн с «Эдмонтоном Ойлерз». 30 июня 2019 года его контракт был выкуплен.
1 июля 2019 года Секера был подписан «Старз» на год в качестве свободного агента на сумму $ 1,5 млн. Вместе с «Далласом» дошел до Финала Кубка Стэнли, где уступили в шести матчах «Тампе». 4 октября 2020 года был Андрей был переподписан на 2 года на общую сумму $ 3 млн.
В составе сборной Словакии выступал на 8 чемпионатах мира (2008, 2009, 2010, 2012, 2013, 2016, 2018, 2019). На чемпионате мира 2012 года стал серебряным призёром, в 10 матчах турнира набрал 9 очков (2+7) и стал самым результативным в составе сборной Словакии.

## Статистика
| Легенда | Легенда                    | Легенда | Легенда                   | Легенда | Легенда    |
| ------- | -------------------------- | ------- | ------------------------- | ------- | ---------- |
| И       | Количество проведённых игр | Штр     | Штрафное время            | +/−     | Плюс-минус |
| Г       | Голы                       | П       | Голевые передачи          | О       | Очки       |
| -       | Статистика неизвестна      | —       | Статистика не учитывалась |         |            |

## Достижения
| Год  | Команда      | Достижение                          | Достижение |
| ---- | ------------ | ----------------------------------- | ---------- |
| 2012 | Словакия     | Серебряный призёр чемпионата мира   |            |
| 2020 | Даллас Старз | Обладатель Приза Кларенса Кэмпбелла |            |

| Год  | Команда          | Достижение                                | Достижение |
| ---- | ---------------- | ----------------------------------------- | ---------- |
| 2005 | Оуэн-Саунд Аттак | Попадание в Сборную новичков OHL          |            |
| 2006 | Оуэн-Саунд Аттак | Попадание в первую Сборную всех звёзд OHL |            |
| 2006 | Оуэн-Саунд Аттак | Обладатель «Макс Камински Трофи»          |            |